# Европейски път E37
Европейски път Е37 е европейски автомобилен маршрут от категория А в Германия, свързващ градовете Бремен и Кьолн. Дължината на маршрута е 336 km.
Маршрутът на Е37 преминава през градовете Лоне, Валенхорст, Оснабрюк, Гревен, Бергкамен, Дортмунд, Вупертал и Леверкузен.
Е37 е свързан със следните маршрути:
| - E22 - E233 - E234 - E30 | - E41 - E34 - E331 - Е35 | - E40 - E29 - E31 |